# 東京芸術大学
- 東京藝術大学
- 東京芸術大学

東京藝術大学（とうきょうげいじゅつだいがく、英語: Tokyo University of the Arts）は、東京都台東区上野公園12番8号に本部を置く、日本の国立芸術大学。1887年（明治20年）に図画取調掛、音楽取調掛をそれぞれ改組した東京美術学校 (旧制)と東京音楽学校 (旧制)を前身として、1949年（昭和24年）に新制大学として設置された。
国立大学法人法（および旧国立大学設置法）に基づく法的な正式名称は「東京芸術大学」である。大学設置時点では当用漢字ではなかった旧字体の「藝」も公式ホームページなどで使用している。大学の略称は藝大（芸大）、東京藝大（東京芸大）。2008年（平成20年）4月1日から、英語表記をそれまでの Tokyo National University of Fine Arts and Music から、Tokyo University of the Arts に変更した。
日本の芸術系大学の中でも最高峰と位置付けられ、きめ細かな少人数教育を通じて、国内外の第一線で活躍する数多の芸術家や教育者、研究者を育成・輩出してきた。附属の東京芸術大学大学美術館のコレクションには、卒業・修了作品の買い上げも含まれる。

## 概観

### 歴史・特色
本学は1949年（昭和24年）5月31日、前身の東京美術学校 (旧制)と東京音楽学校 (旧制)が統合して設立された大学である。2004年（平成16年）4月1日に「国立大学法人東京芸術大学」となり、同時に東京芸術大学を設置した。
- 大学の基本目標に以下の３つを挙げている[7]。
  - 世界最高水準の芸術教育を行い、高い専門性と豊かな人間性を有した芸術家、芸術分野の教育者・研究者及び芸術に携わる全ての実践者を養成する。
  - 国内外の芸術教育研究機関や他分野との交流等を行いながら、伝統文化の継承と新しい芸術表現の創造を推進する。
  - 心豊かな活力ある社会の形成にとって芸術のもつ重要性への理解を促す活動や、全ての人が芸術に親しむ機会の創出に努め、芸術をもって社会に貢献する。

## 沿革

### 前身

#### 東京音楽学校
1878年（明治11年）、伊沢修二は目賀田種太郎と連名で、音楽教育の意見書を文部大臣に提出した。1879年（明治12年）、文部省部局として、伊沢修二を御用掛とする音楽取調掛が竹平町（現・千代田区一ツ橋）に設立され、日本の音楽教育に関する諸調査等を目的とした。
翌1879年（明治12年）に現在の東京大学本郷キャンパス構内の文部省用地に移転し、以降、東京師範学校附属小学校（現・筑波大学附属小学校）生や東京女子師範学校附属幼稚園（現・お茶の水女子大学附属幼稚園）生への音楽教育を行う教員の育成を行い、音楽専門教育機関の役割を果たすようになった。その後、数回の名称変更を経て、1887年（明治20年）10月4日に「東京音楽学校」と改称される。1890年（明治23年）5月12日には新校舎（現在の旧東京音楽学校奏楽堂が含まれていた校舎）が現在の奏楽堂の位置に落成された。
また1893年（明治26年）に、一時東京高等師範学校（東京教育大学を経た、現在の筑波大学）の附属学校となったが、1899年（明治32年）に独立。数回にわたる機構改革を経て、「東京芸術大学」開学後の1952年（昭和27年）に閉校した。

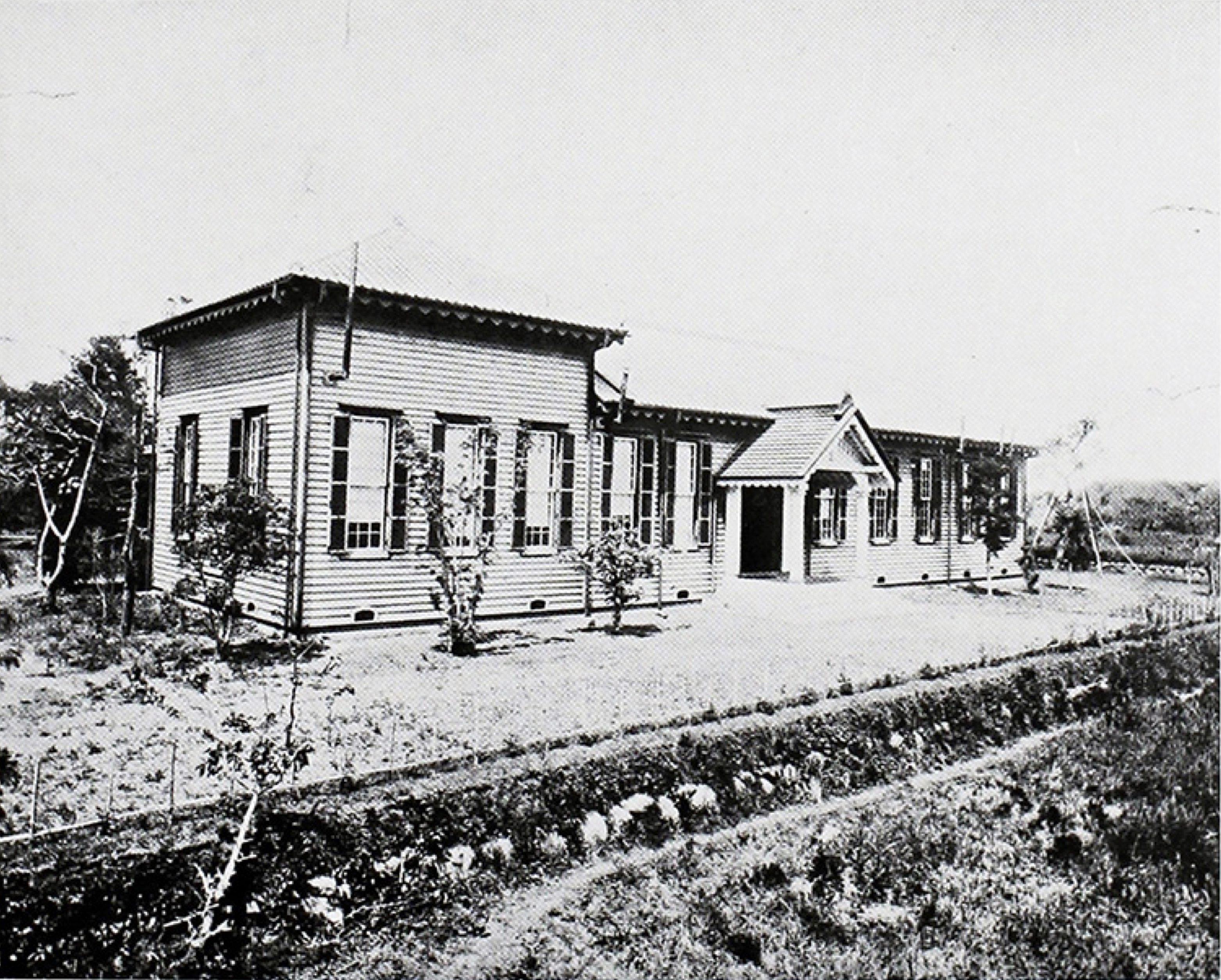
音楽取調掛（1879年頃）
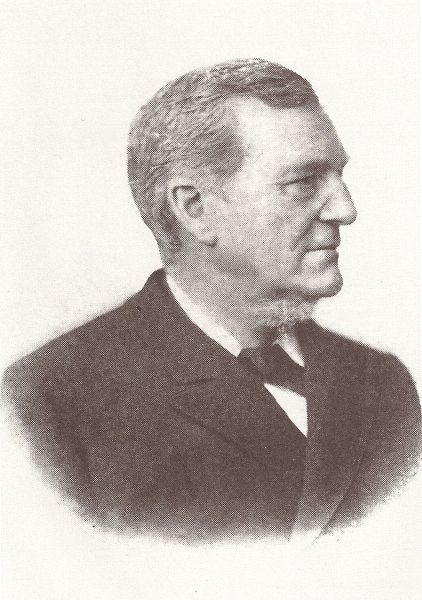
お雇い外国人 ルーサー・メーソン
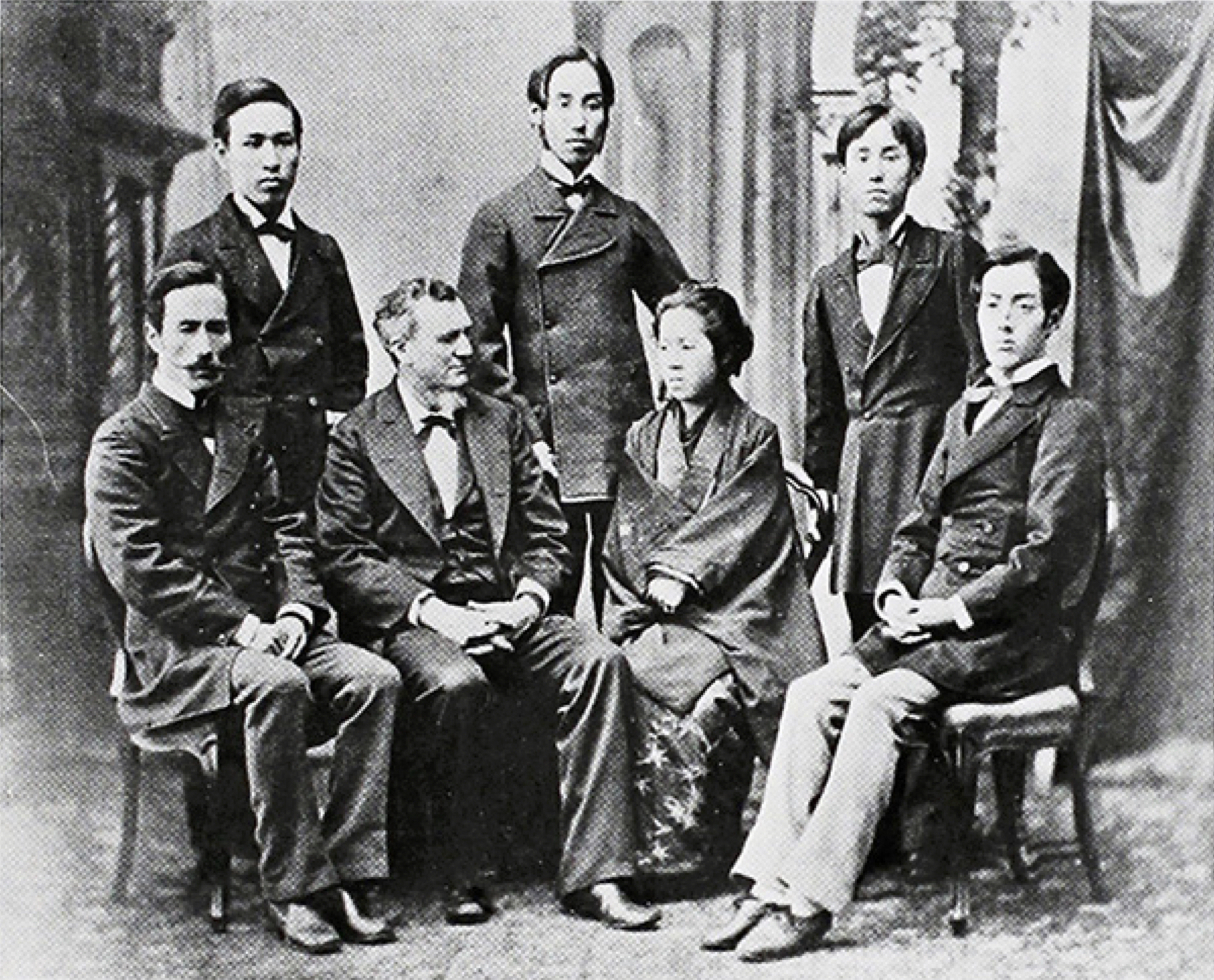
初期の教員 （中央左がメーソン）
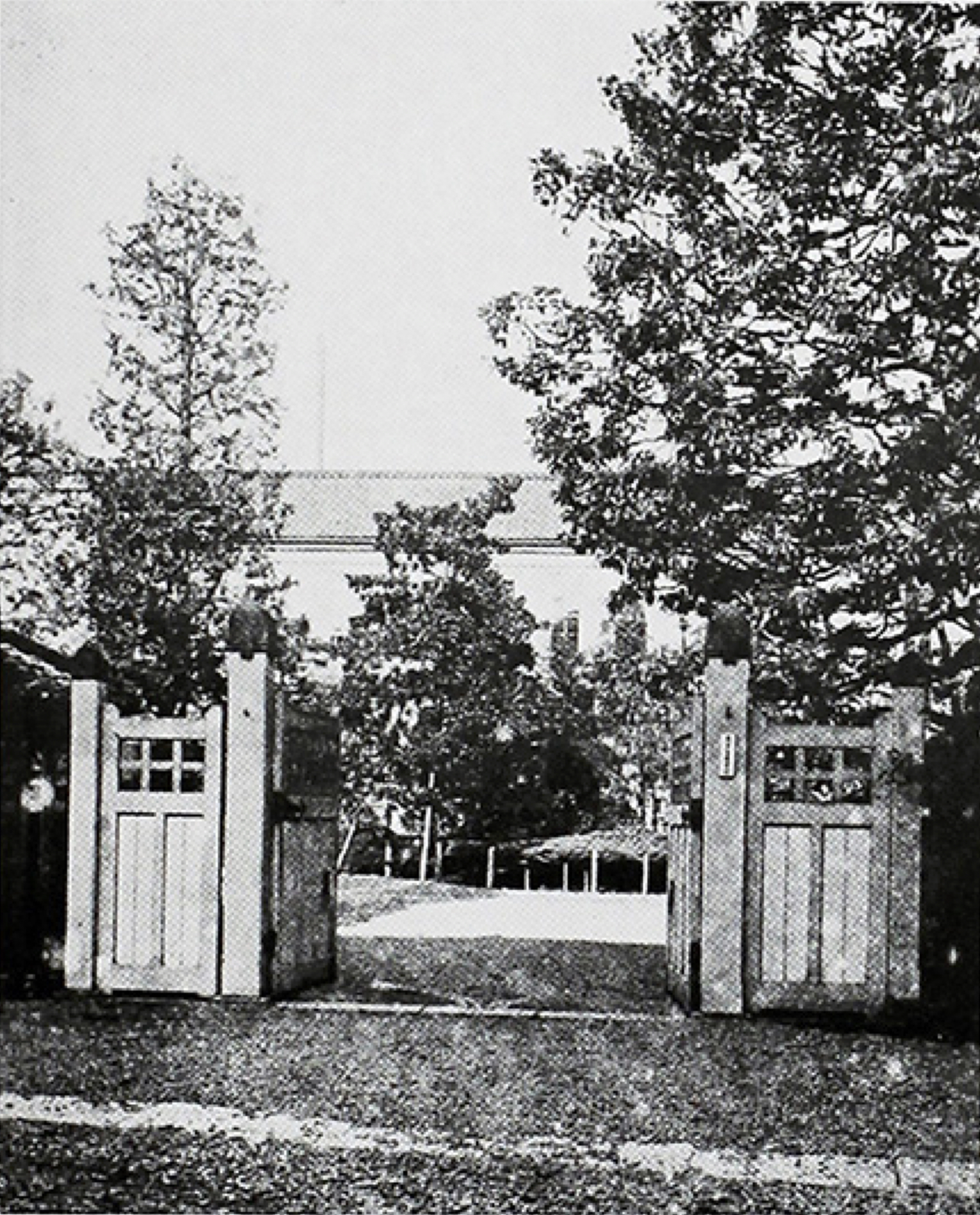
新設時の東京音楽学校正門（1890年）
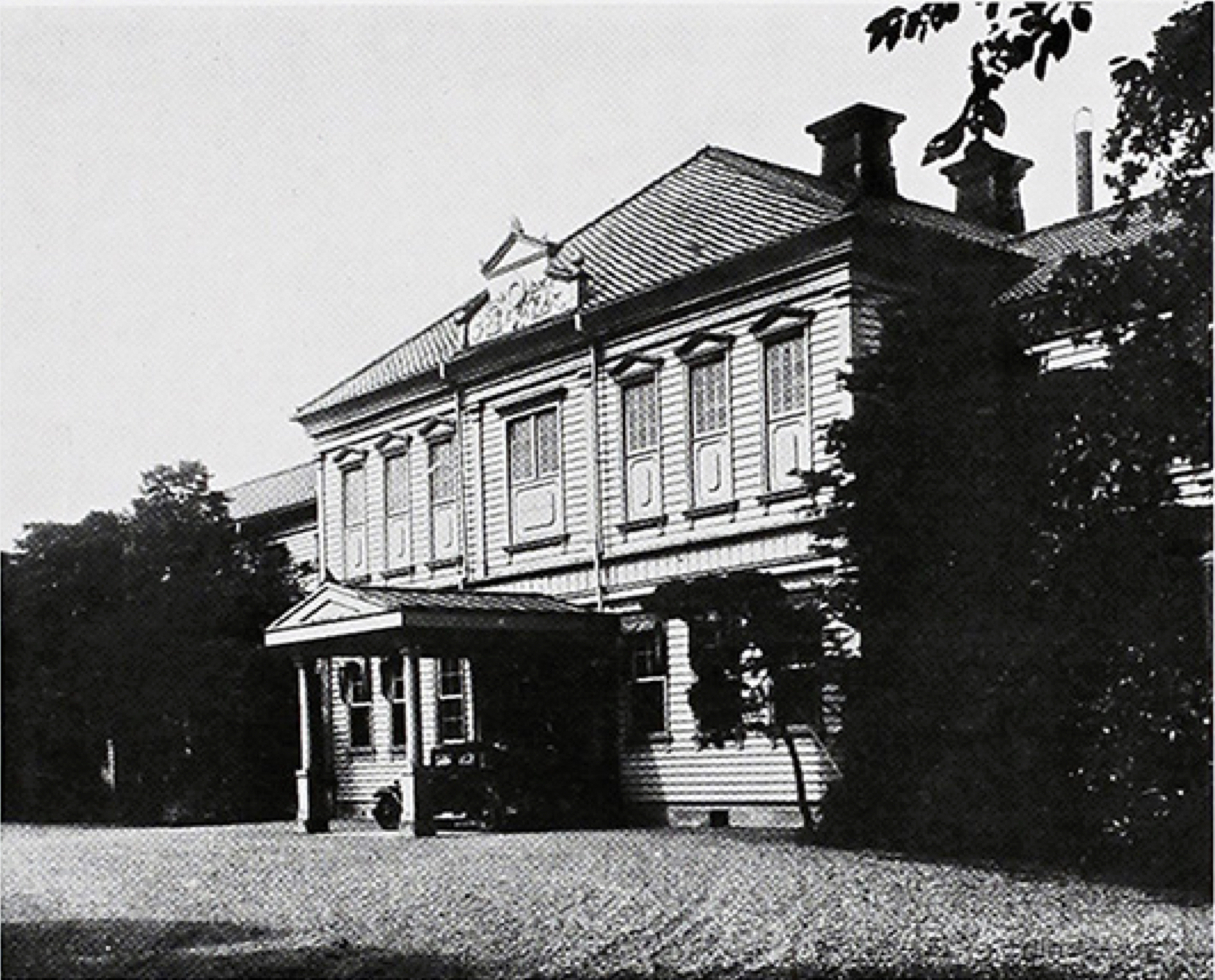
東京音楽学校（1926年）
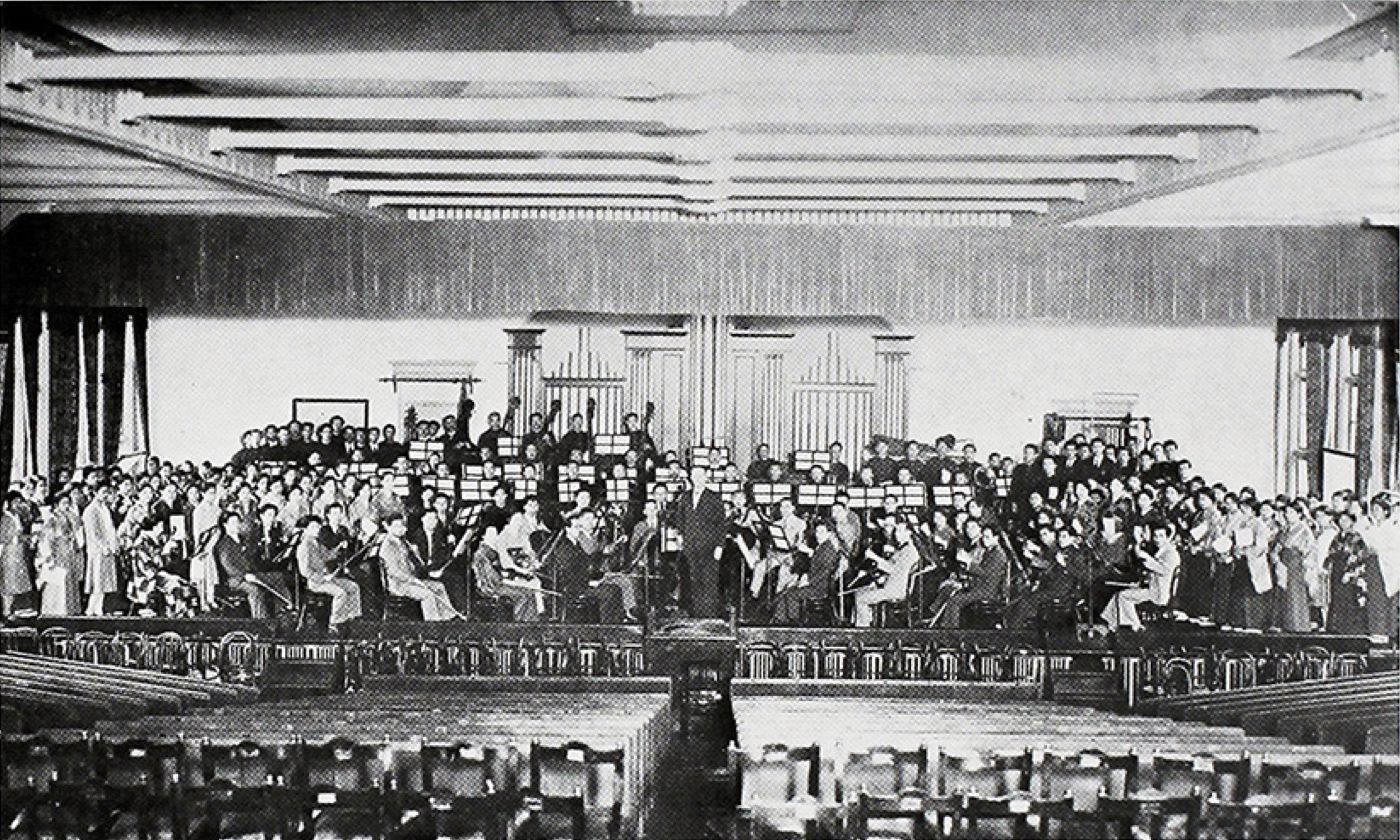
東京音楽学校の教員と学生
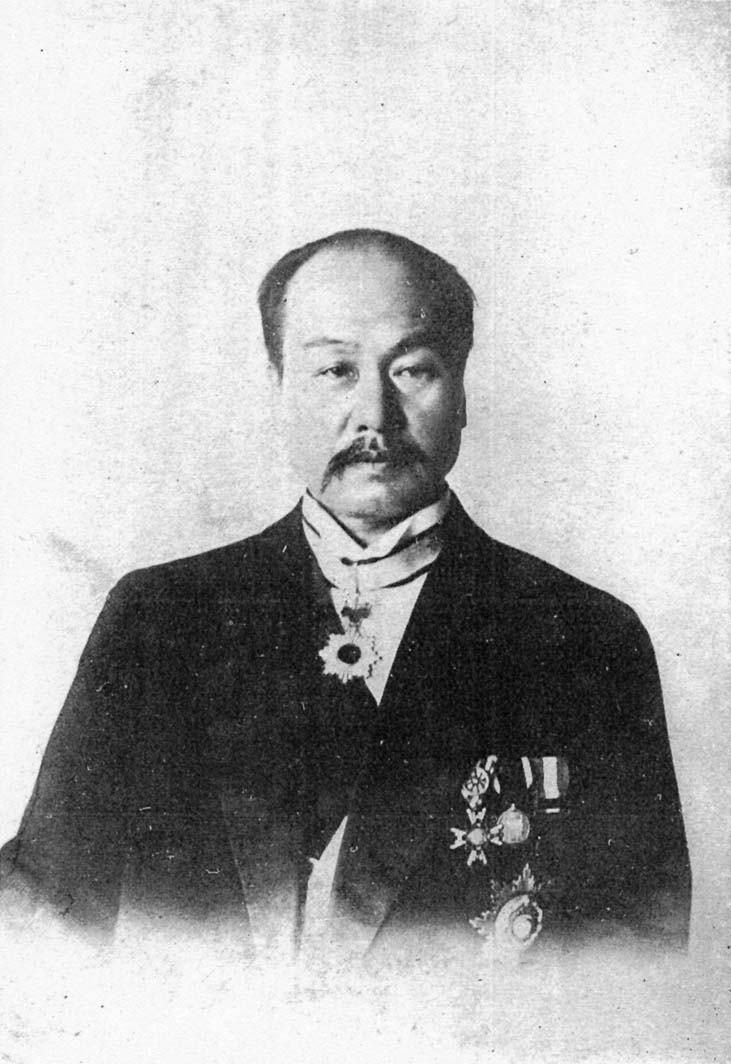
伊沢修二 初代校長

#### 東京美術学校
1885年（明治18年）に文部省の図画調査会において官立美術学校の設立が提案され、アーネスト・フェノロサ、岡倉天心、狩野芳崖等が中心となって図画取調掛が竹平町（現・千代田区一ツ橋）の文部省内の部局として設立される。
その後、小石川植物園の集会所に事務局を移転したのち、1887年（明治20年）10月4日に「東京美術学校」と改称、開校に先立つ1888年（明治21年）12月にあらためて現在の上野校地の敷地内（旧教育博物館跡）に移転し、1889年（明治22年）2月に開校した。校舎は旧教育博物館の居抜きの形で利用した。当初は日本画、木彫、工芸の三科で、後に西洋画科、建築科などが設置された。敷地は東京音楽学校と合わせると現在の上野校地とほぼ同一だが、東京音楽学校は現在の奏楽堂以北のみで、それ以外を東京美術学校が占めていた。「東京芸術大学」開学の2年後、1952年（昭和27年）に閉校した。

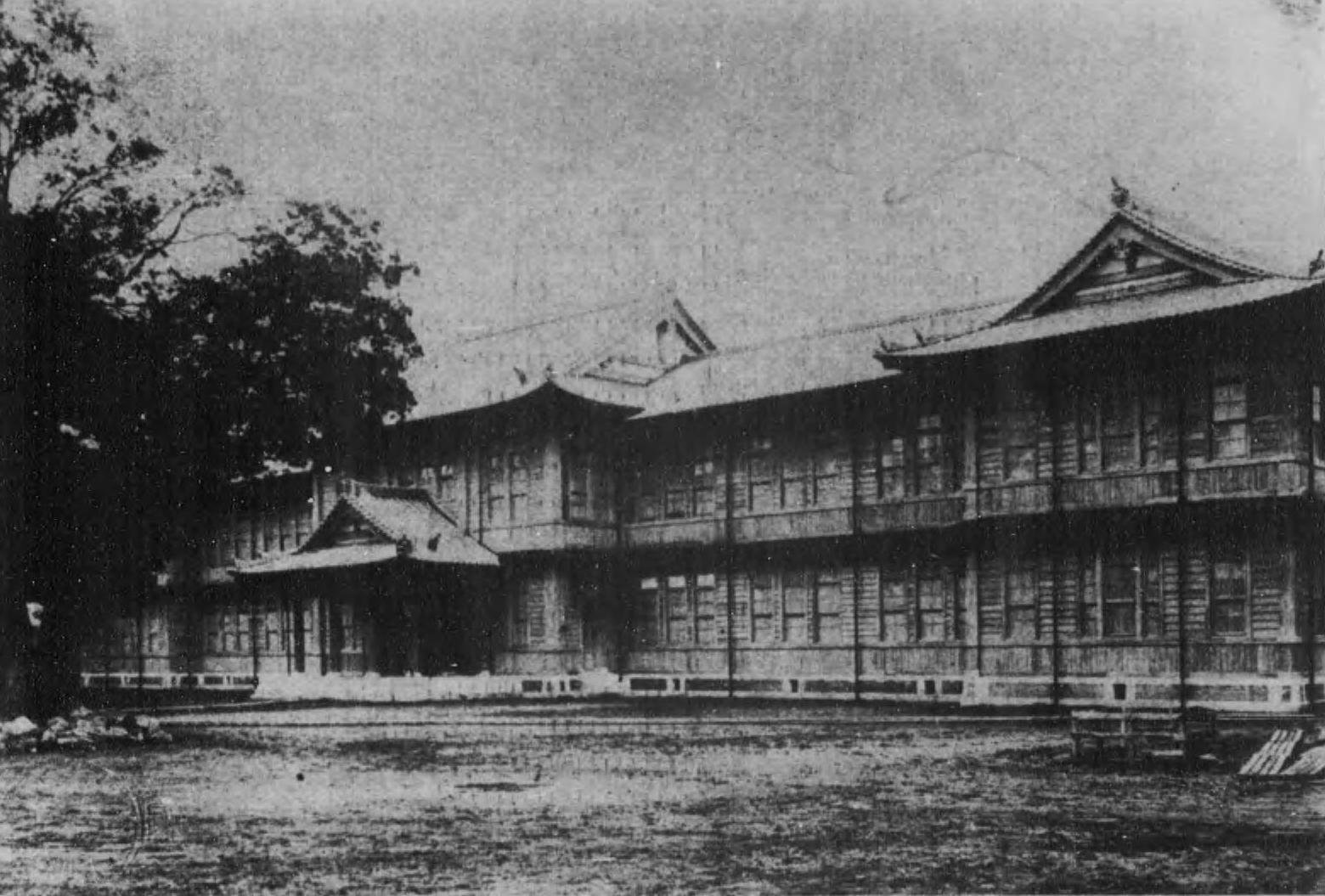
東京美術学校本館（1913年）
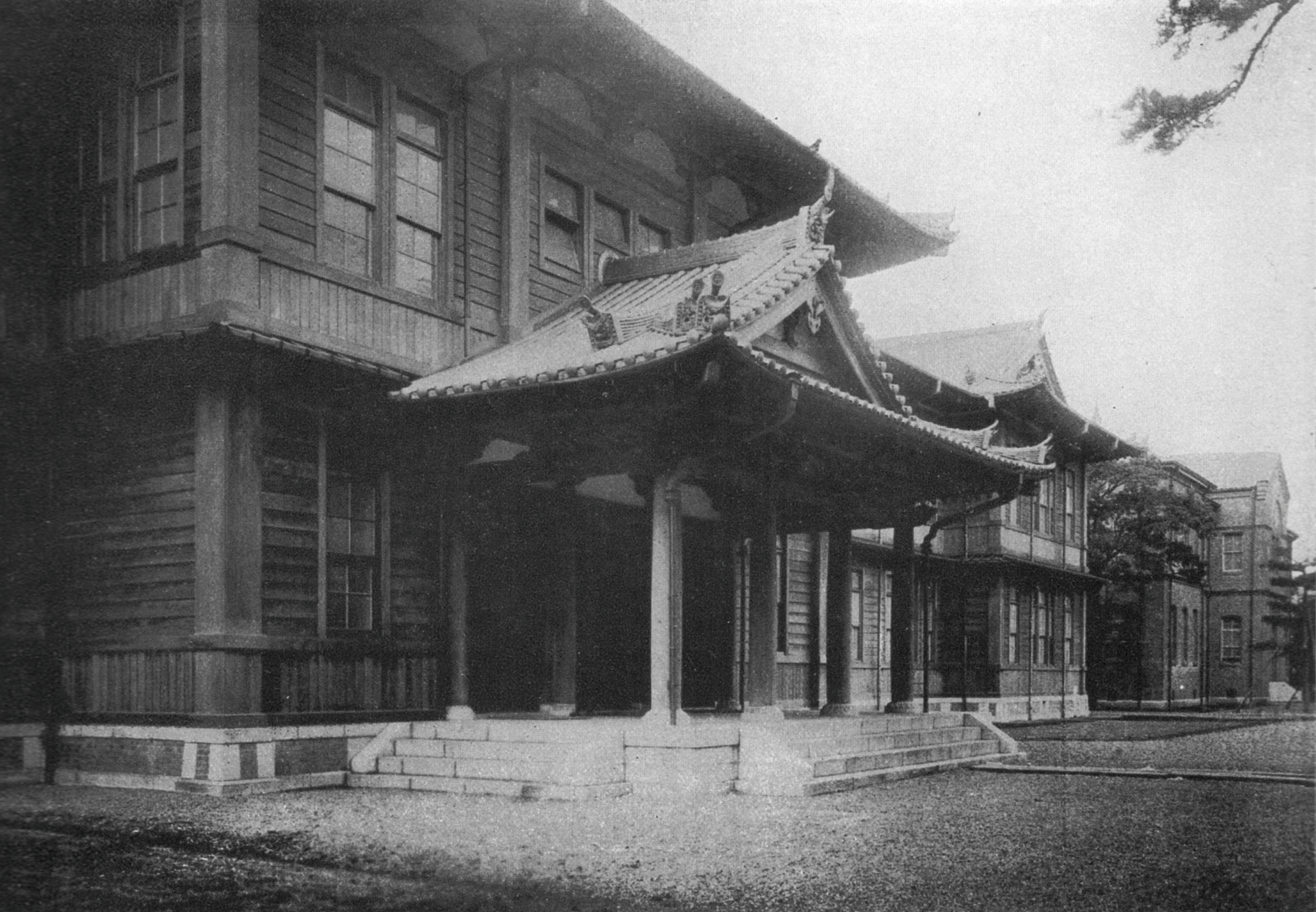
東京美術学校入口（1915年）
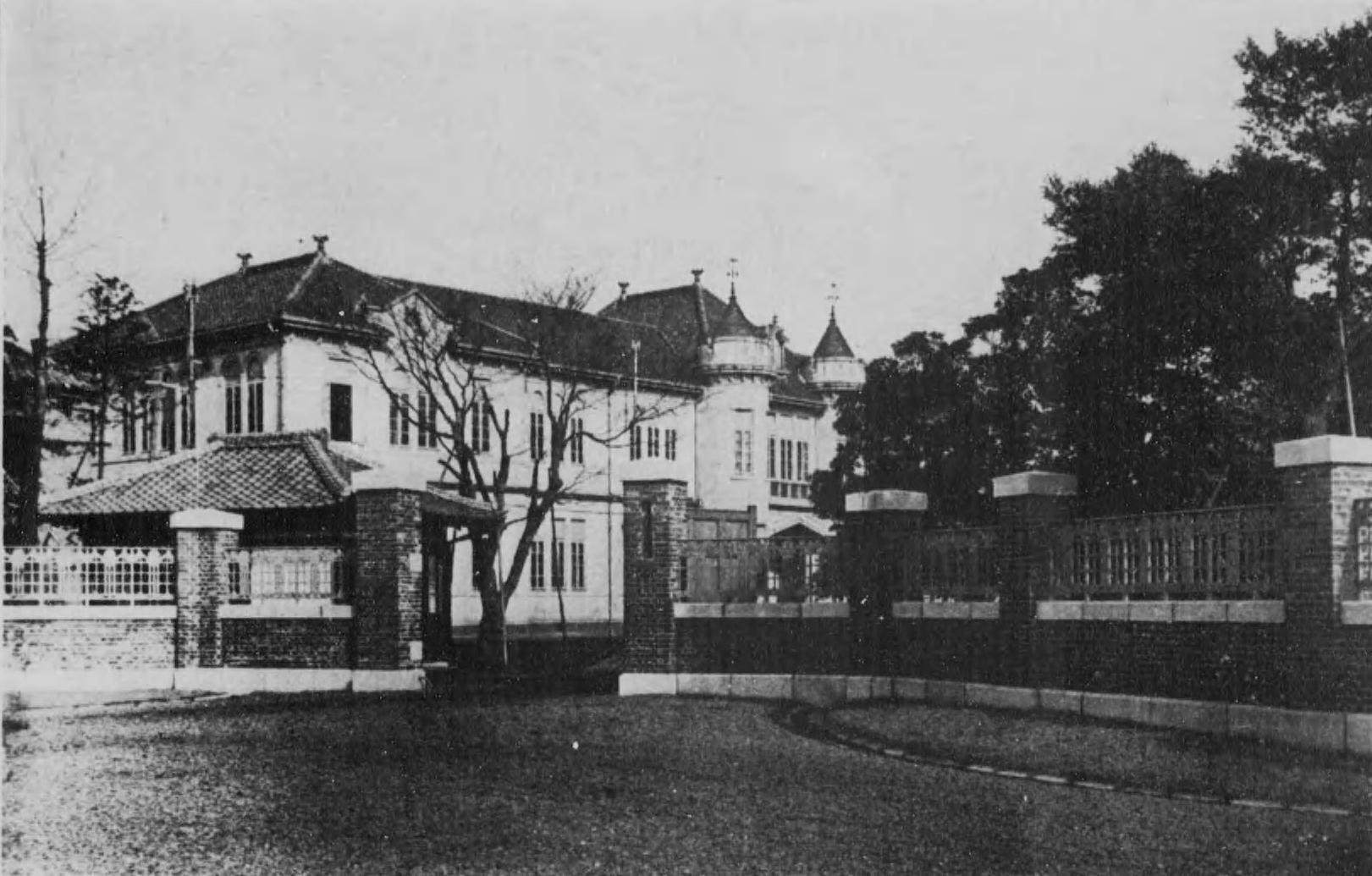
東京美術学校事務棟（1913年） 現在の上野キャンパス音楽学部正門付近
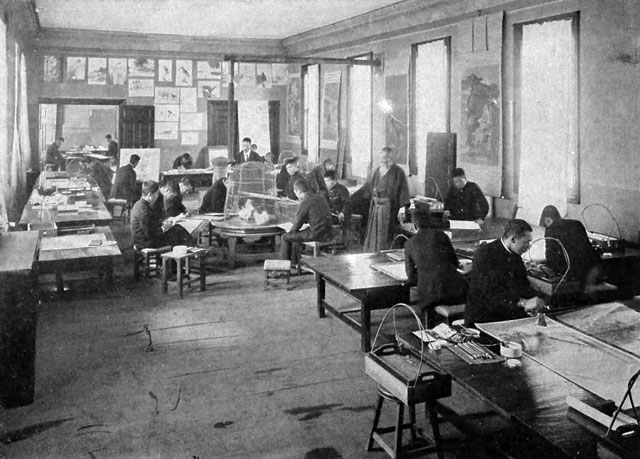
東京美術学校の授業風景 （1911年頃）
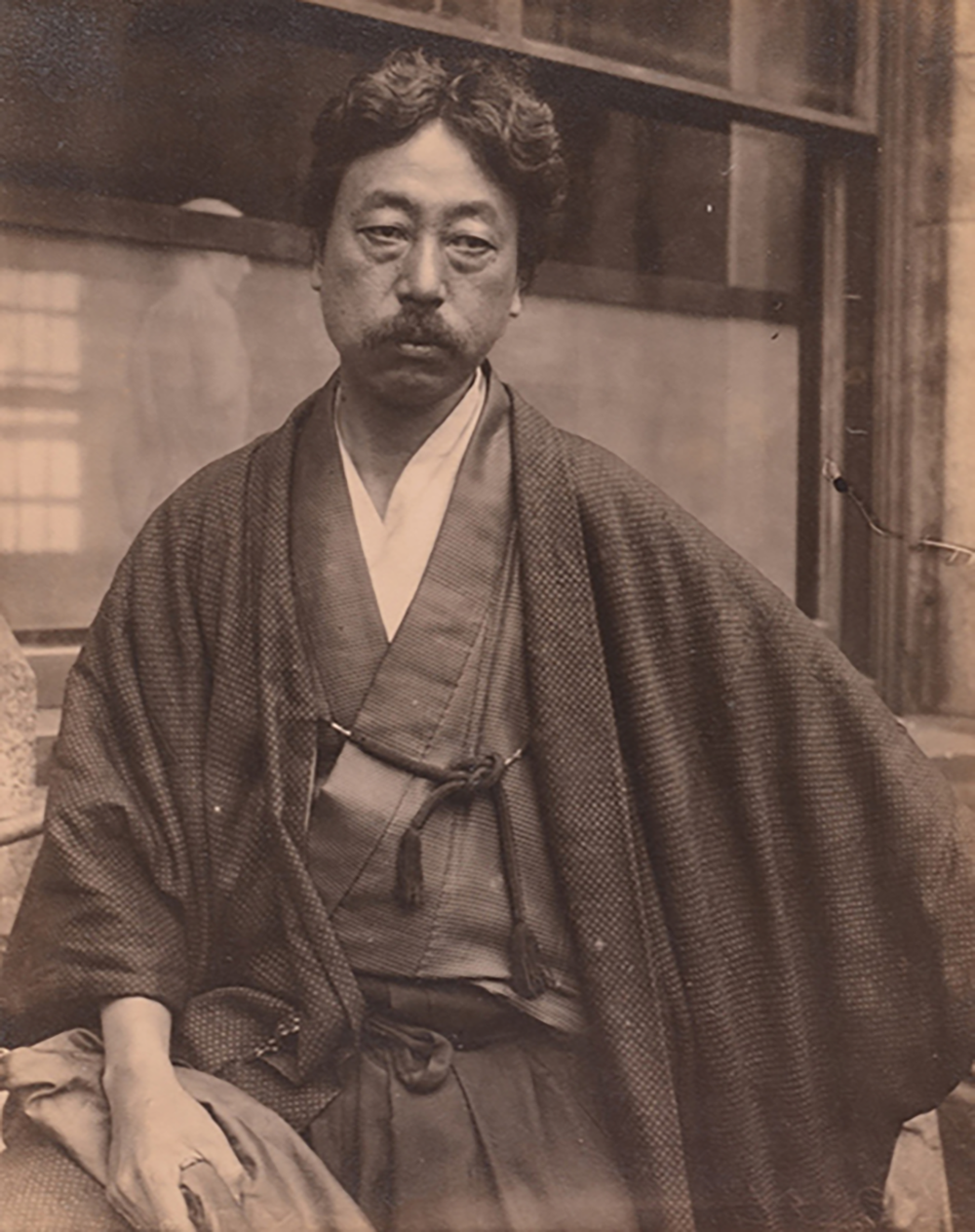
岡倉天心 第2代校長
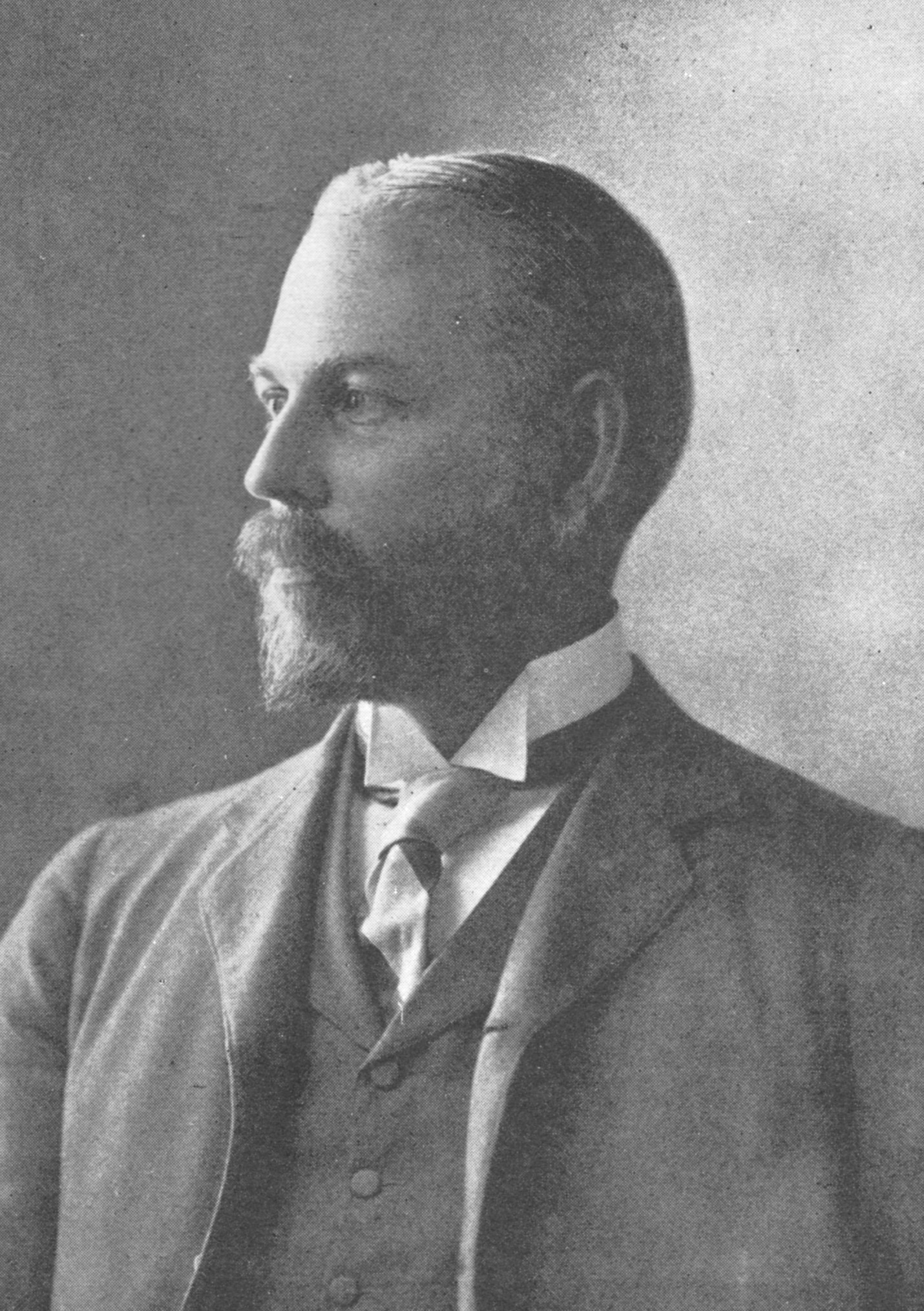
アーネスト・フェノロサ （お雇い外国人）

### 年表
- 1949年（昭和24年）5月31日：東京芸術大学を現在の上野校地に設置。東京美術学校、東京音楽学校を包括。
- 1950年（昭和25年）4月：音楽学部に邦楽科を設置。
- 1951年（昭和26年）4月：大学別科（音楽）を設置。
- 1952年（昭和27年）3月：国立学校設置法の改正により、東京美術学校・東京音楽学校を廃止。
- 1954年（昭和29年）
  - 4月：美術専攻科および音楽専攻科を設置、音楽学部附属音楽高等学校を東京都千代田区神田駿河台（お茶の水校地）に設置。
  - 10月：美術学部事務長が授業料等の横領で検挙される[10][11]。
- 1963年（昭和38年）4月：大学院美術研究科、音楽研究科（修士課程）を設置。
- 1965年（昭和40年）
  - 4月 - 美術学部附属古美術研究施設を奈良市に設置。
  - 7月 - 入試の一次学力試験に代わり能研テスト（知能検査）導入を決定[12]。
- 1970年（昭和45年）4月：上野校地に芸術資料館を設置。
- 1973年（昭和47年）4月：上野校地に保健管理センターを設置。
- 1975年（昭和50年）4月：美術学部工芸科を改組し、工芸科とデザイン科を設置。上野校地に言語・音声トレーニングセンターを設置。
- 1976年（昭和51年）5月：上野校地に美術学部附属写真センターを設置。
- 1977年（昭和52年）4月：大学院美術研究科、音楽研究科に博士後期課程を設置。
- 1982年（昭和57年）8月：栃木県に那須高原研修施設を設置。
- 1987年（昭和62年）10月：旧東京音楽学校奏楽堂が上野恩賜公園内に復元完成。
- 1988年（昭和63年）4月：留学生センターを大学の内部組織として設置。
- 1991年（平成3年）10月：取手校地を開設。
- 1994年（平成6年）10月：上野校地にて新奏楽堂の新営工事を開始。
- 1995年（平成7年）4月：大学院美術研究科に、独立専攻として文化財保存学専攻を設置、音楽学部附属高等学校をお茶の水校地より上野校地に移転。
- 1996年（平成8年）3月：千葉県松戸市に国際交流会館を設置。
- 1997年（平成9年）4月：上野校地に演奏芸術センターを設置。
- 1998年（平成10年）
  - 3月：上野校地に新奏楽堂が完成。
  - 4月：大学美術館を設置（芸術資料館の転換）。
- 1999年（平成11年）
  - 4月：美術学部の既設学科を改組し、先端芸術表現科を設置。
  - 7月：上野校地新奏楽堂内にパイプオルガンを設置。
- 2000年（平成12年）4月：上野校地に情報処理センター（芸術情報センター）を設置。
- 2001年（平成13年）4月：副学長の設置、事務局・学生部事務一元化。
- 2002年（平成14年）4月：取手校地に附属図書館取手分室を設置。音楽学部の既設学科を改組し、音楽環境創造科を設置。
- 2003年（平成15年）4月：大学院美術研究科（修士課程）に先端芸術表現専攻を設置。
- 2004年（平成16年）4月：国立大学法人化され、国立大学法人東京芸術大学となる。音楽学部附属音楽高等学校が創立50周年を迎える。
- 2005年（平成17年）4月：神奈川県に横浜校地を開設、大学院映像研究科（修士課程）映画専攻を設置。各キャンパスと関連施設等にIP電話を導入。
- 2006年（平成18年）
  - 4月：大学院映像研究科（修士課程）にメディア映像専攻を設置 、大学院音楽研究科（修士課程）音楽学専攻を改組し、音楽文化学専攻を設置。
  - 9月：東京都足立区に千住校地を開設、大学院音楽研究科音楽文化学専攻の一部を上野校地より、音楽学部音楽環境創造科を取手校地より移転。
- 2007年（平成19年）4月：創立120周年を迎える。大学院映像研究科に博士後期課程を設置。上野校地に社会連携センターを設置。
- 2008年（平成20年）4月
  - 大学院音楽研究科（博士後期課程）音楽専攻内に音楽音響創造研究分野と芸術環境創造研究分野を設置。
  - 音楽学研究領域を音楽文化学研究領域に改組。
  - 大学院映像研究科にアニメーション専攻を設置。
- 2010年（平成22年）5月：社会連携センターを学内教育研究組織として整備。
- 2014年（平成26年）9月：スーパーグローバル大学創成支援事業に採択。
- 2016年（平成28年）
  - 3月：音楽学部附属音楽高等学校がスーパーグローバルハイスクール (SGH) に採択。
  - 4月：大学院国際芸術創造研究科（修士課程）アートプロデュース専攻を設置。
- 2018年（平成30年）
  - 4月：大学院国際芸術創造研究科に博士後期課程（アートプロデュース専攻）を設置。
  - 10月
    - 芸術作品の展示や教職員・学生・卒業生の作品販売を行う「藝大アートプラザ」を上野校地にて開業（小学館との協業）[13]。
    - 2019年度より学費の値上げを発表[14]。
- 2022年（令和4年）4月：上野校地に未来創造継承センターを設置[15]。

## 基礎情報

### 所在地
- 上野キャンパス（東京都台東区上野公園・上野桜木）
- 取手キャンパス（茨城県取手市小文間）
- 横浜キャンパス
  - 馬車道校舎（神奈川県横浜市中区本町）
  - 万国橋校舎（神奈川県横浜市中区海岸通）
  - 元町中華街校舎（神奈川県横浜市中区山下町）
- 千住キャンパス（東京都足立区千住）

### 象徴

#### 徽章
アカンサス (Acanthus spinosus) の葉の輪郭を模様化した中に「芸大」の文字を収めたデザイン。美術学部と音楽学部が統合されて芸大となった1949年以降、新しい徽章を定める必要が生じたため、校内のコンペから選ばれた。美術学部工芸科鋳金部の清水廣（清水九兵衛）の作品。

## 教育および研究

### 組織

#### 学部

##### 美術学部
- 絵画科
  - 専攻[注 2]：日本画、油画[注 3]
- 彫刻科[注 4]
- 工芸科
  - 分野[注 5]：彫金、鍛金、鋳金、漆芸、陶芸、染織、素材造形（木材・ガラス）
- デザイン科[注 6]
- 建築科[注 7]
- 先端芸術表現科[注 8]
- 芸術学科[注 9]

##### 音楽学部
- 作曲科
- 声楽科[注 10]
- 器楽科
  - 専攻[17]：ピアノ、オルガン、弦楽[注 11]、管打楽[注 12]、古楽[注 13]
- 指揮科
- 邦楽科
  - 専攻[18]：三味線音楽[注 14]、邦楽囃子、現代邦楽囃子専攻、日本舞踊[注 15]、箏曲山田流、箏曲生田流、現代箏曲専攻、尺八[注 16]、能楽[注 17]、能楽囃子[注 18]、雅楽[注 19]
- 楽理科[注 20]
- 音楽環境創造科[注 21]

この他に早期音楽教育を目標に掲げた以下の教育プログラムが2014年（平成26年）より順次開始されている。
- 早期教育プロジェクト (EEP)（2014年度より開始）
- 東京藝大ジュニア・アカデミー（2017年度より開始）
- スペシャルソリストプログラム (SSP)（2016年度より開始）

#### 研究科

##### 美術研究科
美術研究科には「東京藝術大学の講座に関する規則」によると、講座として、保存修復、保存科学がある。いずれも博士講座。このほか、美術学部の項で列挙した講座も教育・研究に当たる。
- 修士課程（博士前期課程）[注 22]
  - 絵画専攻
    - 研究分野[注 23]：日本画[注 24]、油画[注 25]

  - 彫刻専攻
    - 研究分野：彫刻[注 26]

  - 工芸専攻
    - 研究分野：彫金[注 27]、鍛金[注 28]、鋳金[注 29]、漆芸[注 30]、陶芸[注 31]、染織[注 32]、木工芸[注 33]、ガラス造形[注 34]

  - デザイン専攻
    - 研究分野：デザイン[注 35]

  - 建築専攻
    - 研究分野：建築設計[注 36]、環境設計[注 37]、構造計画[注 38]、建築理論[注 39]

  - 先端芸術表現専攻
    - 研究分野：先端芸術表現[注 40]

  - 芸術学専攻
    - 研究分野：美学[注 41]、日本・東洋美術史[注 42]、西洋美術史[注 43]、工芸史[注 44]、美術教育[注 45]、美術解剖学[注 46]

  - 文化財保存学専攻
    - 研究分野：保存修復[注 47]、保存科学[注 48]、システム保存学[注 49]

  - グローバルアートプラクティス専攻

- 博士課程（博士後期課程）
  - 美術専攻[注 50]
    - 研究領域：日本画[注 51]、油画[注 52]、彫刻[注 53]、工芸[注 54]、デザイン[注 55]、建築[注 56]、芸術学美学[注 57]、先端芸術表現[注 58]

  - 文化財保存学専攻
    - 研究領域：文化財保存学（保存修復[注 59]、保存科学[注 60]、システム保存学[注 61]）

##### 音楽研究科
音楽研究科
- 修士課程（博士前期課程）[注 62]
  - 作曲専攻[19]
    - 研究分野：作曲、エクリチュール

  - 声楽専攻[注 63]
    - 研究分野：独唱、オペラ

  - 器楽専攻[注 64]
    - 研究分野：ピアノ、オルガン、弦楽、管打楽、室内楽、古楽

  - 指揮専攻[注 65]
    - 研究分野：指揮

  - 邦楽専攻[注 66]
    - 研究分野：三味線音楽[注 67]、箏曲、尺八、能楽、能楽囃子、邦楽囃子、日本舞踊

  - 音楽文化学専攻[注 68]
    - 研究分野：音楽学、音楽教育、ソルフェージュ、応用音楽学、音楽文芸、音楽音響創造、芸術環境創造
- 博士課程（博士後期課程）
  - 音楽専攻[20]
    - 研究領域：作曲、声楽、鍵盤楽器、弦・管・打楽器[注 69]、室内楽、古楽、指揮、邦楽、音楽文化学[注 70]

##### 映像研究科
横浜キャンパスを拠点とする、学部を持たない独立した大学院である。修士課程と博士課程が置かれており、2005年（平成17年）に設置された映画専攻を始め、メディア映像専攻、博士課程の設置を経て、2008年（平成20年）にはアニメーション専攻が設置された。
- 修士課程（博士前期課程）[22]
  - 映画専攻（2005年度開設）
    - 研究分野：映画表現技術（領域：監督、脚本、プロデュース）、映画制作技術（領域：撮影照明、美術、サウンドデザイン、編集）

  - メディア映像専攻（2006年度開設）
    - 研究分野[23]：構造表現（領域：メディアデザイン、メディアアート）、構造設計（領域：メディア技術、メディア研究）

  - アニメーション専攻（2008年度開設）
    - 研究分野：研究・理論（領域：研究・理論）、創造表現（企画制作、立体アニメーション、平面アニメーション）
- 博士課程（博士後期課程）（平成19年度開設）
  - 映像メディア学専攻[24]
    - 研究領域：映像メディア

##### 国際芸術創造研究科
- 修士課程
  - アートプロデュース専攻

#### 大学別科（音楽学部）
1951年（昭和26年）に設置された、音楽に関する技能を教授する2年制のコースである。個人指導による授業が展開されている。
- 専修：声楽、器楽（ピアノ、オルガン、弦楽器、管打楽器、古楽）、指揮、邦楽

#### 芸術研究院（教員組織）
- 芸術表現学系
  - 純粋美術表現領域
  - 総合美術表現領域
  - 音楽表現領域
  - 映像制作領域
  - 映像技術領域
- 芸術理論学系
  - 美術理論領域
  - 音楽理論領域
  - アートプロデュース領域
- 芸術資源学系
  - 文化財保存修復領域

#### 附属機関
- 美術学部
  - 附属古美術研究施設
  - 附属写真センター
- 音楽学部
  - 音楽研究センター
  - アートリエゾンセンター
- 附属図書館
- 大学美術館
- 社会連携センター
- 未来創造継承センター
- 言語・音声トレーニングセンター
- 演奏芸術センター
- 保健管理センター
- 芸術情報センター
- 藝大アートプラザ

##### 美術学部附属古美術研究施設
奈良県や京都府を中心に存在する飛鳥以降の各時代の建築物、絵画、彫刻、工芸品等の日本古来の優れた作品の研究を行っている。主に美術研究旅行や、教職員・学生の古美術研究、および実習に利用される。なお、この施設は奈良県奈良市登大路に設置されている。

##### 美術学部附属写真センター
写真を中心とした視覚芸術に関する研究の増大を目的に上野校地に開設された。開設授業として、写真表現演習II、写真概論、現代写真論があり、そのほかに集中講義も実施している。

##### 音楽学部音楽研究センター
上野校地内の開架閲覧室、試聴室、音響研究室、小泉文夫記念資料室からなる。開架閲覧室は、音楽の専門書、参考図書をはじめ、楽譜、マイクロフィルム、レコードなどを所蔵し、レポートや卒業論文、博士論文などの作成、または個人の研究に利用できる音楽学部の学生・教員の研究施設である。試聴室は、個人の研究のためにテープやレコードを聴く施設である。音響研究室は、室内音響や電子音響の研究、録音・録画方法の研究、楽器や音声の音色・ピッチに関する研究などを行う施設である。録音室、音響実験室、楽器研究室、AV実習室、内外の音響学会誌を揃えたゼミ室が付設されている。小泉文夫記念資料室は、音楽民族学の研究資料を整理保管、研究する施設である。資料の大半は、小泉文夫教授が世界数十か国の現地調査で収集したもので、諸民族の楽器700余点をはじめ、書籍、楽譜、録音録画資料を観覧、閲覧できる。

##### 音楽学部アートリエゾンセンター
2006年（平成18年）秋、千住キャンパスが開校した際に設置された。足立区をはじめとする学外との連携企画について、その立案、調整、実施を担う。

##### 附属図書館
附属図書館は、1949年（昭和24年）5月の東京芸術大学発足時に、東京美術学校文庫と東京音楽学校図書課の蔵書を統合することで始まったものである。46万点の蔵書のうち8割近くは、芸術関係の資料である。同附属図書館は上野校地および取手校地に設けられている。

##### 東京藝術大学大学美術館
1994（平成6年）年に開館した取手館、1996年（平成8年）に開館した上野館、2024年（令和6年）に完成した取手収蔵棟がある。現在の収蔵品は2万8000件近くに達している。上野館の二階にはホテルオークラ ミュージアムカフェが、地下には絵画材料を小規模に販売している「画翠芸大店」がある。なお、1931年（昭和6年）3月に東京美術学校敷地内に開設した売店は現・有限会社レモン（レモン画翠）の流れにある。

##### 社会連携センター
社会連携活動の総合窓口として上野校地に2007年設置。国際化社会の中で日本が戦略的文化外交を展開するための事業や、技術開発力と文化外交力を身につけた人材育成を遂行することを目的として、2013年（平成25年）-2018年（平成30年）の期間限定で「アートイノベーションセンター」を設置していた。

##### 言語・音声トレーニングセンター
1975年（昭和50年）4月学内共同教育研究施設として上野校地に設置が認められたもので、主に正しい発声、発音の授業を開設している。

##### 演奏芸術センター
新しい総合的な舞台芸術作品の創造を行うことを目的として、美術学部・音楽学部の枠を超えた教育研究を行う場を創っている。

##### 保健管理センター
東京芸術大学の学生および教職員の保健管理に関する専門的な業務を行い、学生および教職員の心身の健康の保持増進を図ることを目的として、上野校地と取手校地にて運営されている。

##### 芸術情報センター
学内共同利用施設としてセンターの芸術情報システムを整備運用し、研究、教育および事務処理等の利用に供すると同時にキャンパスネットワークの適切かつ効率的な管理運用を行い、東京藝術大学における情報化を推進している。

##### 藝大アートプラザ
東京藝術大学が企画開発した作品や、同大学の教員等が創作した作品等の教育研究成果を、社会に対して積極的に発信するとともに、文化芸術を身近なものにして、心豊かな生活や活力ある社会の実現に寄与することを目的として2005年（平成17年）に上野校地に設置された。

### 交付金減少・経費増加に対する対応
唯一の国立総合芸術大学ではあるが、近年、文部科学省からの「運営費交付金」が減少している。2008年度（平成20年度）は49.2億円だったが、2022年度（令和4年度）には41.9億円となり、86法人中68位の交付額だった。各大学の目標達成状況や民間資金の獲得状況に応じて交付金が傾斜配分されるため、理系学部がない東京芸大には不利な配分だといわれている。
さらに電気代の高騰や電力供給事業者の倒産で、当初約1億2700万円と見込んでいた2022年度（令和4年度）の電気料金が、3億6400万円程度に膨らむ見込みとなった。音楽学部では、部屋の電気代や調律代など維持費がかかる練習用ピアノについて、設置場所や台数を減らす見直しを行った。
2023年（令和5年）4月15日には、客員教授のさだまさし、教授の箭内道彦らが「〜まさしと道彦の部屋〜 電気代を稼ぐコンサート LIGHT FOR ARTS!!」を奏楽堂で開催した。
その一方で、大学は2023年（令和5年）6月に5.8億円(落札率100%)で、トーセイ株式会社より上野桜木2丁目にある空ビル(旧日展新会館)を購入している。

## 学生生活

### 学園祭
上野校地では「藝術祭」、通称「藝祭」として毎年9月に、取手校地では「取手藝祭」として毎年11月に催されている。上野校地の藝祭では上野公園内を練り歩く神輿や地元アメ横商店街をサンバ隊で練り歩く。

### アートパス
千住校地における最大の展覧会・成果発表。毎年12月に催される。「千住アートパス」では音楽環境創造科が主催、企画運営している。2019年までは取手校地においても「取手アートパス」を絵画科油画専攻と先端芸術表現科が主催していたが、新型コロナウイルスの流行により2020年は中止、以降は開催されていない。

### サークル
文化、体育会系の2つのサークルの他、同好会も置かれている。

#### 文化系サークル
- 裏千家茶道部
- 軽音楽研究会
- ジャワガムランクラブ Titik Suara
- バッハカンタータクラブ
- サンバパーティー
- ミュージカルエクスプレス
- ケルト音楽研究部 g-celt
- Manto Vivo
- 芸大猫と地域の共生を考える会
- 聖書研究会
- 東京藝大テクノロジー研究会
- パフォーマンス研究室　Performance Lab
- 藝大特殊印刷研究会
- 東京藝術大学漫画會
- 劇団23：00
- designing plus nine[49]

#### 体育会系サークル
- 硬式テニス部
- バスケットボール部
- バレーボール部
- サッカー部
- ラグビー部
- バドミントン部
- 剣道部
- 空手道部
- 山岳部

#### 同好会
- ラート同好会
- ソサエティ・オブ・ジンロウ
- 合唱団 潮騒
- 電子音楽
- International Student Club (ISC) / 留学生交流倶楽部

### 楽団

#### アンサンブルリーム
作曲科における専門研究の一環としての演奏実践を主な目的として2017年（平成29年）3月に設立された。

#### 東京藝大チェンバーオーケストラ
2003年に創設され、東京藝術大学音楽学部と大学院に在籍する弦楽器の精鋭、25名が中心となって、様々な活動を行う室内オーケストラである。

#### 東京藝大シンフォニーオーケストラ
音楽学部の2～4年までの弦・管・打楽器専攻生を主体として編成されるオーケストラ。

#### 東京藝大ウィンドオーケストラ
音楽学部器楽科管打楽器専攻学生を中心に組織された吹奏楽団。1935年（昭和10年）、東京音楽学校に生徒吹奏楽団として発足、1949年（昭和24年）に吹奏楽研究部となった。

#### 藝大フィルハーモニア管弦楽団
東京藝術大学に所属するプロフェッショナル・オーケストラであり、オーケストラ演奏を専門とする研究部員によって組織されている。主な活動としては毎年春と秋に開かれる定期演奏会、声楽家との合唱付オーケストラ作品の演奏、オペラ研究部との共演、年度始めの新卒業生（各科最優秀者）紹介演奏がある。その他、年末には恒例の『メサイア』演奏会、『第九』公演などを行っている。教育面では、器楽科、声楽科学生との協奏曲等の共演および作曲家学生の作品演奏（モーニングコンサート）、指揮科学生による演奏会、試験・演習など、学生の演奏経験の拡充に資している。さらに各地の音楽文化向上のための出張演奏も行っている。このオーケストラの前身である旧東京音楽学校管弦楽団は、日本初の本格的なオーケストラであり、現在ではポピュラーに演奏されている、ベートーヴェンの『交響曲第5番「運命」』『第9番「合唱付き」』、チャイコフスキーの『交響曲第6番「悲愴」』などを日本初演した。

## 施設

### キャンパス
大きく分けて上野、取手、横浜、千住の四つのキャンパスが存在する。横浜を除く各キャンパスはJR東日本常磐線に沿っているところから、沿線自治体が芸大と連携して地域振興を図る「JOBANアートライン」事業が行われている。

#### 上野キャンパス
東京都台東区上野公園・上野桜木（北緯35度43分8.3秒 東経139度46分20.5秒 / 北緯35.718972度 東経139.772361度）
上野キャンパスは敷地が道路によって分かれており、北側には音楽学部、美術学部の一部および大学院国際芸術創造研究科の施設、南側には美術学部の施設などがあるほか、音楽学部から道を挟んだ東南側に体育館があり、この敷地部分のみ上野桜木町にはみ出している。東京音楽学校と東京美術学校は、現在の奏楽堂付近で旧四軒寺通りによって分けられており、後の音楽学部の拡張とともに屏風坂通り（現在の都道452号線）付近に正門が移動することとなった。

##### 北側
1号館から5号館、練習ホール館、奏楽堂、赤レンガ1,2号館、大学会館、事務局・保健管理センター、社会連携センター、音楽学部附属音楽高等学校、不忍荘、車庫、テニスコートが立ち並ぶ。

##### 南側
中央棟、絵画・彫刻・金工の各棟、A - Cの3つの総合工房棟、附属図書館、大学美術館、大学美術館（旧館）、正木記念館、陳列館、藝大アートプラザが立ち並ぶ。
交通アクセス

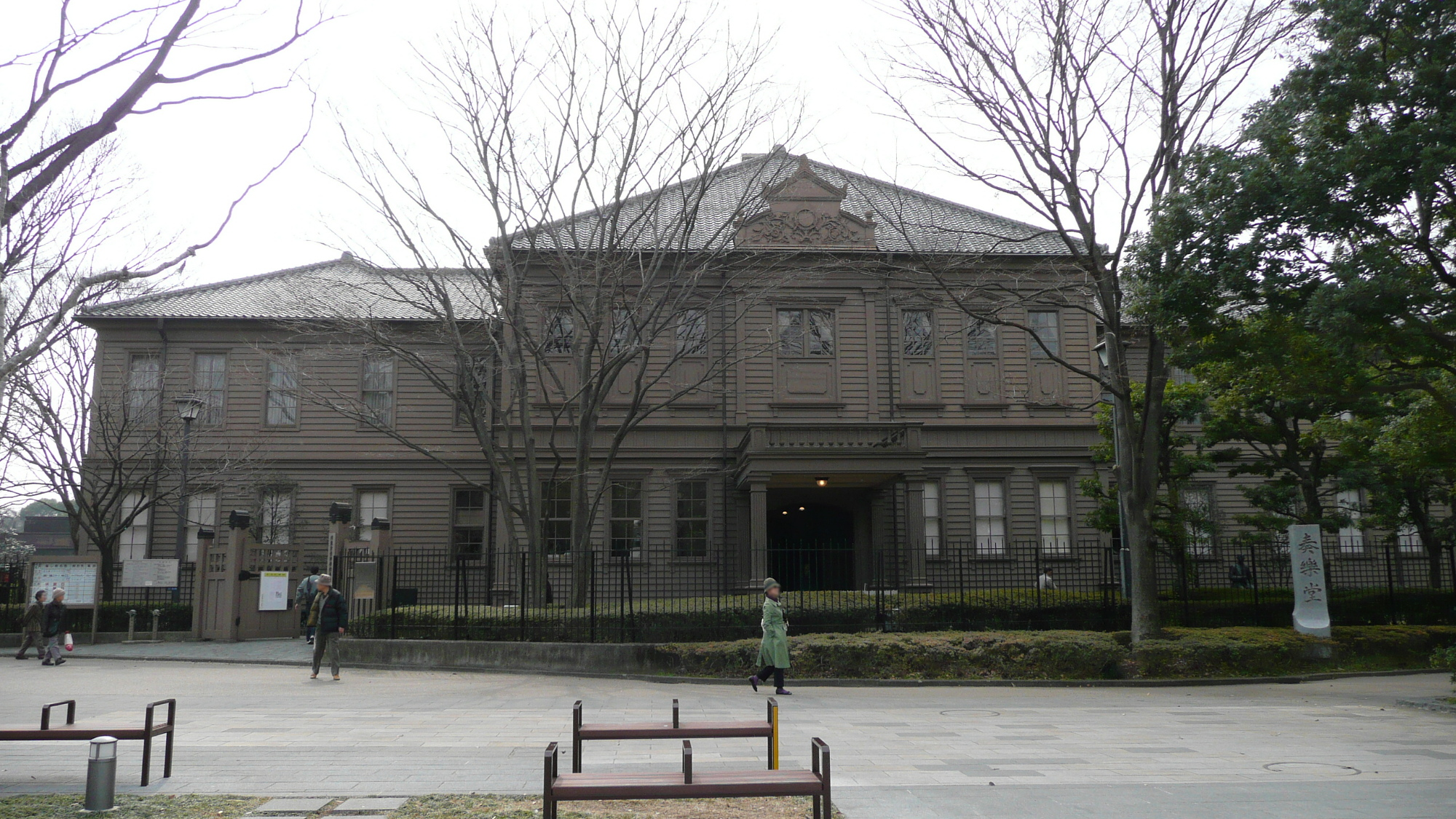
旧東京音楽学校奏楽堂（上野恩賜公園内）

- JR東日本上野駅または鴬谷駅下車徒歩10分
- 地下鉄
  - 東京メトロ銀座線・日比谷線上野駅下車徒歩15分
  - 東京メトロ千代田線・根津駅下車徒歩約10分

- 京成上野駅下車徒歩15分
- 都営バス：上26系統（亀戸←→上野公園）谷中バス停下車徒歩約3分
- 台東区循環バス めぐりん：東西めぐりん東京芸術大学バス停下車すぐ

#### 取手キャンパス
茨城県取手市（北緯35度52分46.4秒 東経140度7分3.3秒 / 北緯35.879556度 東経140.117583度）
取手キャンパスでは、美術学部先端芸術表現科の全学年と、絵画・彫刻・工芸・デザイン・建築の各科の1年次の授業を行う。その他、美術学部共通工房棟、美術学部専門教育棟、メディア教育棟、美術学部登窯、野外制作場、福利施設、短期宿泊施設、大学美術館取手館、大学美術館取手収蔵棟、守衛所が置かれている。 また、メディア教育棟内には附属図書館取手分室、芸術情報センター取手分室が設置されている。
交通アクセス
- JR東日本常磐線取手駅東口から大利根交通バスで約15分（約5.9km）→「東京藝術大学」（停留所はキャンパス敷地内・平日のみ乗り入れ）または「東京芸大前」（停留所はキャンパス入口県道取手東線上）下車。

#### 横浜キャンパス

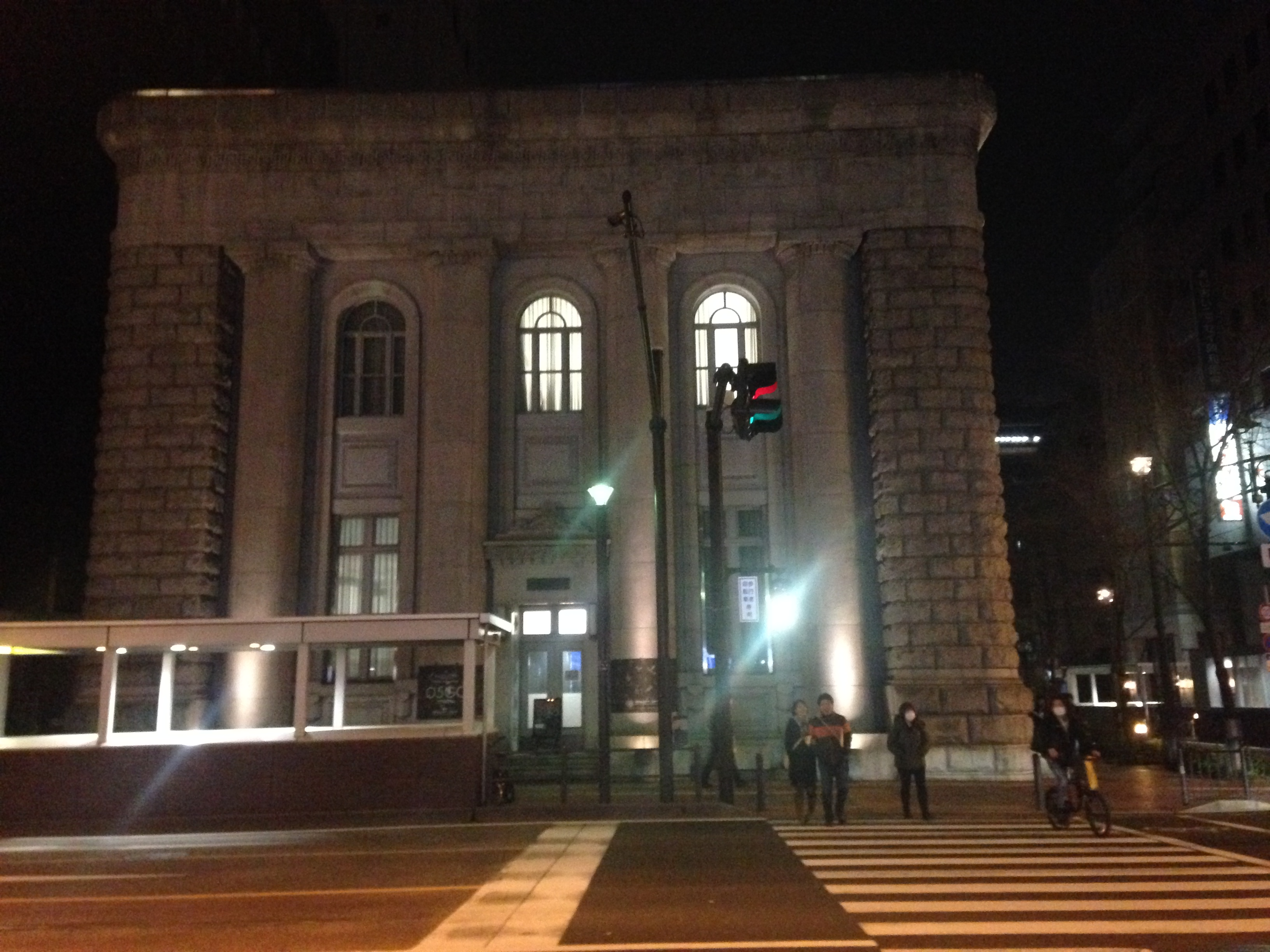
旧富士銀行横浜支店、現・東京芸術大学映像研究科横浜キャンパス

神奈川県横浜市中区（北緯35度26分57.5秒 東経139度38分14.0秒 / 北緯35.449306度 東経139.637222度）
馬車道校舎、万国橋校舎、元町中華街校舎の3つの校舎が存在し、歴史的建造物である旧富士銀行横浜支店の建物に大学院映像研究科が置かれている。馬車道校舎では映画専攻、元町中華街校舎ではメディア映像専攻、万国橋校舎ではアニメーション専攻がそれぞれ設置されている。
かつては旧新港埠頭客船ターミナルを改修し、研究室やギャラリー、映画スタジオ、アニメーションスタジオが設置された新港校舎が存在したが、横浜市による新港埠頭への新たな客船ターミナルの建設のため大学側に移転を要請、新設された元町中華街校舎にスペースの関係上設置できない映画スタジオを除き機能を移し、2016年3月に退去した。
交通アクセス
- 馬車道校舎：横浜高速鉄道みなとみらい線馬車道駅すぐ
- 万国橋校舎：横浜高速鉄道みなとみらい線馬車道駅徒歩10分
- 元町中華街校舎：JR東日本京浜東北線石川町駅徒歩5分 横浜高速鉄道みなとみらい線元町・中華街駅徒歩6分

#### 千住キャンパス

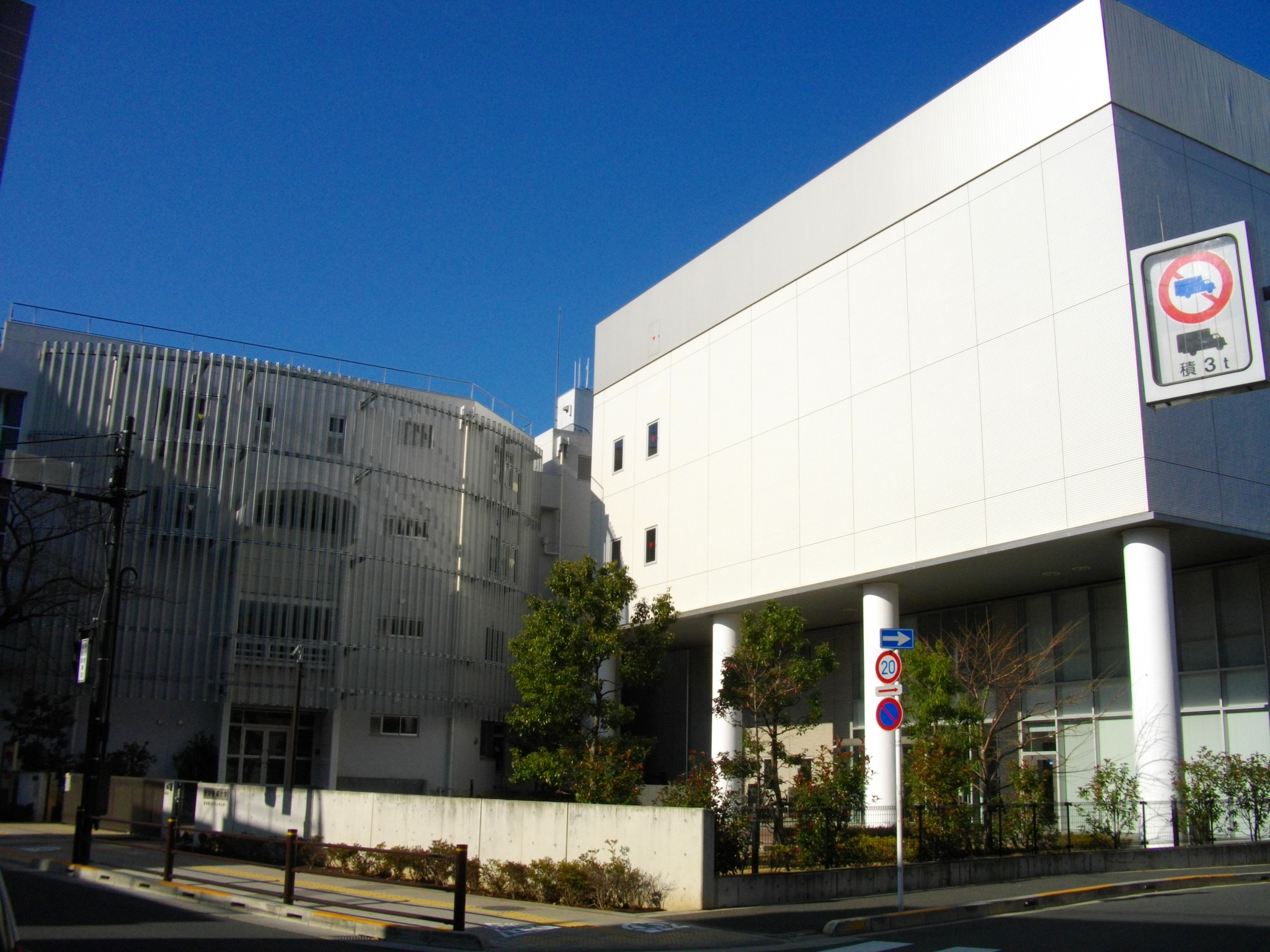
千住キャンパス

東京都足立区（北緯35度44分48.7秒 東経139度48分7.6秒 / 北緯35.746861度 東経139.802111度）
大学院音楽研究科音楽文化学専攻の一部と、音楽学部音楽環境創造科が置かれている。主な施設として、試聴室としての国際規格に基づき設計されデジタルコンソールを備えた音響制作スタジオ、教育目的にアナログミキシングコンソールが導入された録音調整室、浮き床構造や空調設計により室内騒音を抑えるとともに演奏者にとっても理想的な音響となるよう設計された大規模録音スタジオ、22.2マルチチャンネル音響の制作に対応した中規模スタジオ、ダンスや演劇などのイベントに対応できるホールがある。
なお、このキャンパスは2006年（平成18年）9月に開設された。
交通アクセス
- JR東日本常磐線北千住駅下車徒歩約5分
- 東京メトロ千代田線・日比谷線北千住駅下車徒歩約5分
- 東武伊勢崎線（東武スカイツリーライン）北千住駅下車徒歩5分
- つくばエクスプレス北千住駅下車徒歩5分
- 京成本線千住大橋駅下車徒歩10分

### その他の校地

#### 奈良校地
奈良県奈良市。附属古美術研究施設が置かれている。

#### 上石神井校地
東京都練馬区。石神井寮（学生寮）が置かれていたが、2014年（平成26年）4月に閉寮した。

#### 駒込校地
東京都文京区。外国人教師宿舎が置かれていたが、2017年3月に株式会社オープンハウス・ディベロップメントに売却された。

#### 那須校地
栃木県那須郡那須町。那須高原研修施設が置かれていたが、2016年（平成28年）10月をもって廃止となった。

#### 松戸校地
千葉県松戸市。国際交流会館が置かれていたが、2022年（令和4年）3月に閉寮した。

#### 荒川校舎
旧東京都水道局南千住施設を荒川区役所との協力により、学内整備に必要な移行スペース確保を目的に使用することとなったが、荒川区役所による転貸借は2018年（平成30年）5月に終了した。

### 奏楽堂
上野校地に位置し、演奏芸術センターが運営するコンサートホール。1984年（昭和64年）に解体、移築された旧東京音楽学校奏楽堂の跡地に新たに建築された。地上5階、地下2階のホールでフランスのガルニエ製オルガンが設置されている。座席数は最大で1,140席。

### グローバルサポートセンター
留学生の奨学・生活指導に関する業務を行う施設である。

### 大学会館・国際交流棟
上野校地に位置する学生および教職員の福利厚生を図るための総合施設である。本来は取手校地において国際化や公開交流に対応した施設が計画されていたが、2025年現在実現していない。

### 体育館
上野校地に位置し、主に保健体育科目の教育・研究および同大本学の行事に利用するほか、学生の課外活動等に利用されている。東京藝術大学音楽学部附属音楽高等学校正門から道路を挟んだ向かい側から右に、約50メートルに位置する。取手校地においても設置がテニスコートおよびプールと共に計画されていたが、2025年現在実現していない。

### 那須高原研修施設
東京藝術大学および音楽学部附属音楽高等学校の学生・生徒および教職員の教育・研修および課外活動のために使用することを目的として設置された。2016年（平成28年）10月をもって廃止となった。

### 利根川荘
東京芸術大学の教員、学生、職員が取手校地における正課および課外活動、その他の教育活動を遂行するため、短期の宿泊に利用することを目的として取手キャンパス内に設置された宿泊施設である。

### 寮

#### 石神井寮
同大学学生、同大学院生のために1975年（昭和50年）に竣工した。なお、同大学音楽学部附属音楽高等学校生徒の入寮はできない。2014年（平成26年）4月に閉寮。

#### 国際交流会館
外国人の留学生・研究者に居住の場を提供し、併せて教育研究上の国際交流に寄与することを目的として、松戸校地に設置された。2022年（令和4年）3月をもって閉寮となった。

#### 藝心寮
石神井寮に代わり、東和校地（東京都足立区東和）に2014年（平成26年）に設置された学生寮。

### 黒沢ヒュッテ
1960年（昭和35年）、長野県黒沢高原に建築学者の山本学治が設計し、建築した。東京藝術大学山岳部の山小屋とされた。

### 小島アートプラザ
3階部分の一部を美術研究科の研究室が使用している。学生が主体となり、町中アート大学とコジマラジオが運営されていたが、早稲田大学への委託となったのち、2014年度（平成26年度）をもって終了した。

## 大学関係者と組織

### 大学関係者組織

#### 同窓会
音楽学部と美術学部とで別々に分かれている。
東京藝術大学美術学部杜の会
東京藝術大学美術学部の同窓会で、昭和62年に「美術学部同窓会」として設立され、平成8年より「杜の会」と改められ現在に至る。
東京藝術大学音楽学部同声会
東京藝術大学音楽学部の同窓会で、明治22年に設立された。

#### 刊行物
『藝大通信』
東京藝術大学の広報誌であり、年に2回、9月と3月頃発行される。
『杜』
美術学部同窓会会報。年に2回、6～7月頃と11～12月頃発行される。

## 附属学校
- 東京芸術大学音楽学部附属音楽高等学校

## 対外関係

### 地方自治体との協定
香川県庁や長野県庁と、文化芸術振興や地域振興における包括連携協定を結んでいる。

### 海外協定校
2017年5月1日時点、23カ国・地域の69大学・機関と大学間交流協定を締結している。

#### アジア
- 韓国
  - ソウル大学校美術大学
  - ソウル大学校音楽大学
  - 韓国芸術綜合学校
  - 大邱大学校
  - 韓国映画アカデミー
  - 韓國傳統文化大學校
  - 檀国大学校 映像コンテンツ専門大学院
  - 淑明女子大学校

- タイ
  - シラパコーン大学

- 台湾
  - 国立台南芸術大学
  - 国立台湾芸術大学
  - 国立台北芸術大学
  - 国立台湾師範大学

- 中国
  - 中央美術学院
  - 中央音楽学院
  - 清華大学美術学院
  - 上海音楽学院
  - 中国美術学院
  - 新疆芸術学院
  - 陝西師範大学音楽学院
  - 敦煌研究院
  - 広州美術学院

- シンガポール
  - ラサール芸術大学

- ベトナム
  - ベトナム美術大学

#### アメリカ
- アメリカ合衆国
  - スミソニアン研究所 フリーア美術館、サックラー美術館
  - シカゴ美術館附属美術大学

#### オセアニア
- オーストラリア
  - RMIT大学 美術、デザイン＆コミュニケーション学部
  - シドニー大学
  - グリフィス大学
  - メルボルン大学ビクトリア・カレッジ・オブ・アート

#### 中東
- イスラエル
  - ベツァルエル美術デザインアカデミー

- ウズベキスタン
  - ウズベキスタン国立音楽院

- トルコ
  - アナドール大学
  - ミマール・シナン美術大学

#### ヨーロッパ
- イギリス
  - 英国王立音楽院
  - 王立北部音楽院
  - ユニバーシティ・フォー・ザ・クリエイティブ・アーツ（UCA芸術大学）
  - ロンドン芸術大学
  - ロイヤルアカデミースクールズ
  - グラスゴー美術大学

- イタリア
  - ミラノ工科大学
  - トリノ工科大学

- オーストリア
  - ウィーン音楽演劇大学
  - ウィーン工科大学 建築・地域計画学部
  - ウィーン応用芸術大学
  - ウィーン美術アカデミー 美術学部 建築学部

- オランダ
  - オランダ芸術科学保存協会

- スイス
  - ジュネーブ音楽大学
  - チューリッヒ芸術大学

- スペイン
  - カタルーニャ工科大学 バルセロナ建築学部

- ドイツ
  - ミュンヘン音楽・演劇大学
  - シュトゥットガルト音楽演劇大学
  - ワイマール・バウハウス大学
  - ハレ・ブルク・ギービヒェンシュタイン芸術大学
  - シュトゥットガルト美術大学
  - ベルリン芸術大学
  - ミュンスター美術アカデミー

- ハンガリー
  - リスト音楽院

- フィンランド
  - シベリウス音楽院
  - アアルト大学 美術・デザイン・建築学部

- フランス
  - パリ国立高等音楽舞踊院
  - パリ国立高等美術学校（エコール・デ・ボザール）
  - フォーラム・ド・イマージュ
  - ナント芸術大学
  - エコール・ブール国立工芸学校工芸科
  - 国立高等装飾芸術学校
  - フランス国立映画学校（フェミス）

- ポーランド
  - ブロツワフ美術大学

- リヒテンシュタイン
  - リヒテンシュタイン国立大学

## 社会とのかかわり

### 芸大事件
1970年代後半に、当時音楽学部教授だった海野義雄がヴァイオリンの購入を東京芸術大学と学生に斡旋し、その見返りとして楽器輸入販売業者から80万円相当の弓と現金100万円を受け取っていた。1981年（昭和56年）に発覚した。